# Annibale Gatti
Pour les articles homonymes, voir Gatti.
Annibale Gatti, né à Forli en septembre 1828 et mort le 13 août 1909 à Florence, est un peintre italien, est connu pour sa peinture d'histoire et la décoration à fresque en Toscane.

## Biographie

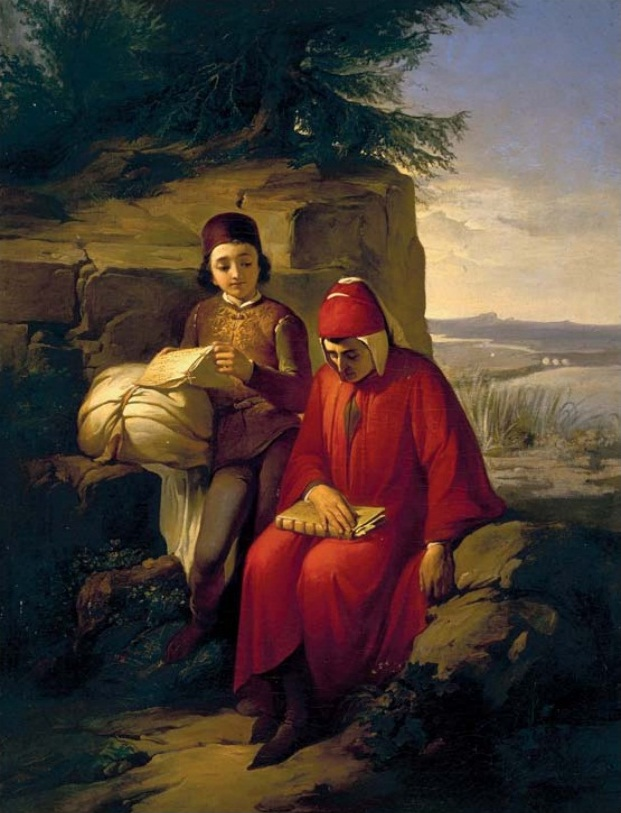
Dante in esilio (Dante en exil) par Annibale Gatti (emplacement actuel : galerie d'Art moderne

Annibale Gatti est né en septembre 1828 à Forli.
Fils d'un décorateur, sa famille quitte Forlì pour s'installer à Florence en 1830.
En 1843 il s'inscrit à l'Académie des beaux-arts de Florence. Il se lie d'amitié avec l'architecte Giuseppe Poggi qui est responsable du développement urbain de Florence et qui supervise la restauration de nombreux vieux palais. Annibale Gatti est chargé de préparer les fresques.
En 1861, il décore la salle du Trône du palais Pitti. Il décore le plafond du Teatro Verdi de Pise, où il a également peint le sipario (ou rideau de théâtre).
Il est professeur résident de l'école des beaux-arts et chevalier de l'ordre de la Couronne d'Italie.
Il meurt le 13 août 1909 à Florence.

## Œuvres
Parmi ses autres œuvres figurent :
- Rinaldo e Armida et Armida coi duci arabi, (plafond de Palazzo Favard, Florence)[4]
- Molière che legge le sue commedie alla serva[5]
- Trasporto del cadavere di Verdiana da Castelfiorentino, (1872) médaille d'Or de Florence)[4]
- Lafayette et Washington (attribué à Boston)[6]
- Leonardo da Vinci alla corte di Lodovico il Moro[5]
- Goldoni che recita una sua Commedia nel giardino Scotto a Pisa[3]
- Galileo reçoit Milton (Wellcome Library)[7]
- Paesiello[3]
- Frise (salle de Bal de Villino Stibbert de Florence)[3]